# 가마타촌 (후쿠시마현)
가마타촌(鎌田村)은 후쿠시마현 시노부군에 있던 촌이다. 현재의 후쿠시마시의 호쿠신 지역（아부쿠마가와・마쓰가와(松川) 좌안(左岸)과 동부지구(아부쿠마가와 우안(右岸))의 각 일부에 해당한다.

## 역사
- 1947년 3월 10일 - 후쿠시마시에 편입하여, 동일 가마타촌이 폐지되었다.

## 교통

### 철도
- 일본국유철도
  - 도호쿠 본선

- 후쿠시마 전기철도(현:후쿠시마 교통)
  - 후쿠시마 교통 이이사카 히가시선 (1971년 폐지)

현재는 구 촌지역에 아부쿠마 급행선 오로시마치역이 있지만 당시에는 미개업 상태였다.

### 도로
- 국도 4호선 (오슈 가도)

현재는 도호쿠 고속도로가 구 촌지역을 통과하지만 당시에는 미개통 상태였다.

## 참고문헌
- 角川日本地名大辞典 7 福島県